# Seewald
Seewald är en kommun i Landkreis Freudenstadt i regionen Nordschwarzwald i Regierungsbezirk Karlsruhe i förbundslandet Baden-Württemberg i Tyskland. 
Kommunen bildades 1 december 1971 genom en sammanslagning av kommunerna Erzgrube, Göttelfingen och Hochdorf. Besenfeld uppgick i kommunen 1 januari 1975.
Kommunen ingår i kommunalförbundet Freudenstadt tillsammans med staden Freudenstadt och kommunen Bad Rippoldsau-Schapbach.